# Agé
Agé est un dieu de la mythologie du peuple Fon d'Afrique. Il est le fils de Mawu et de Lisa. Agé est le dieu protecteur des chasseurs de la nature et des animaux qui y habitent.